# 荷尔斯泰因阶梯
荷尔斯泰因阶梯（Holsteiner Treppe）是德国伍珀塔尔的一座阶梯，1900年建造,位于埃尔伯菲尔德区。
荷尔斯泰因阶梯共有112级，通向恩格尔伯格山，起点在荷尔斯泰因街（Holsteiner Straße）。

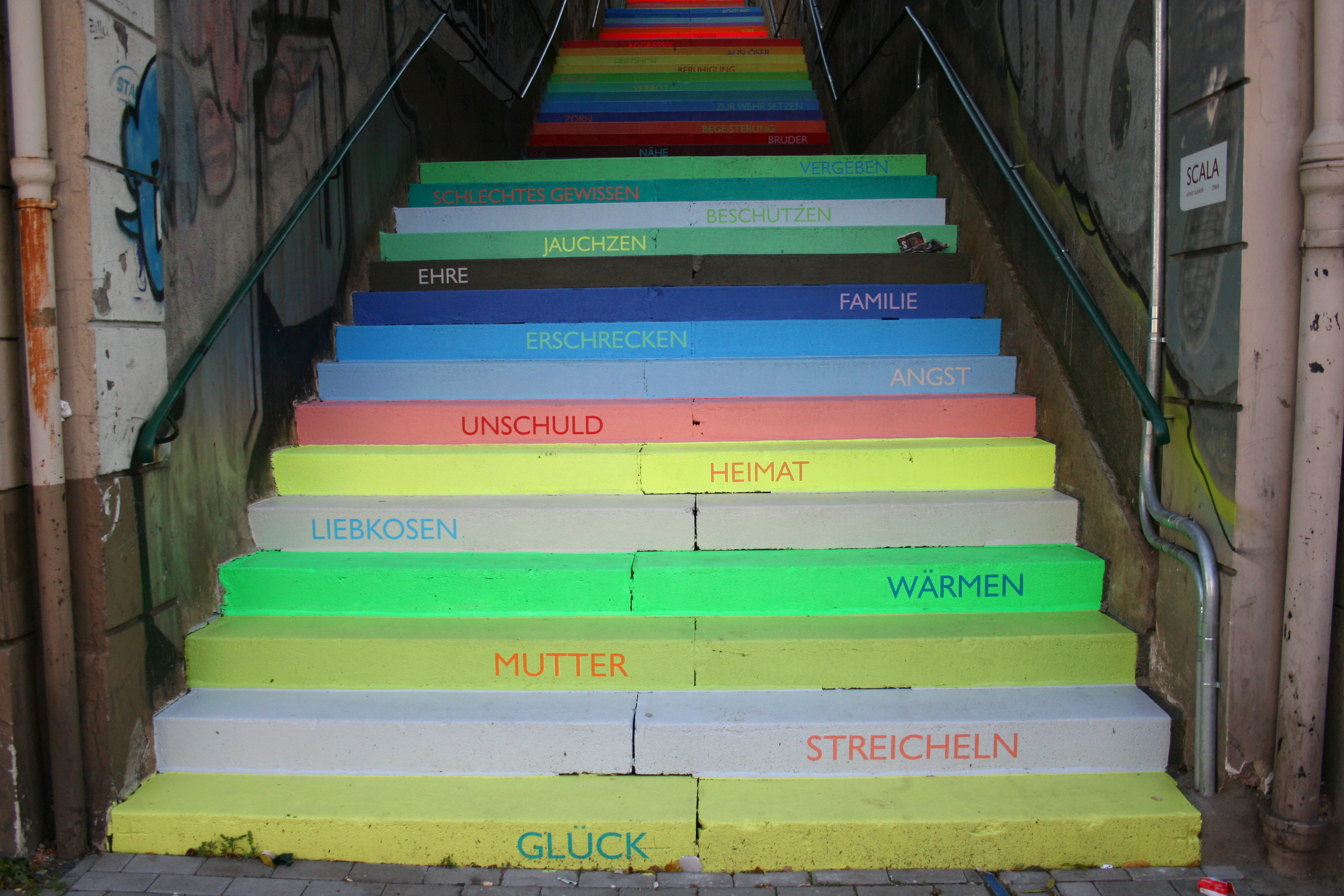
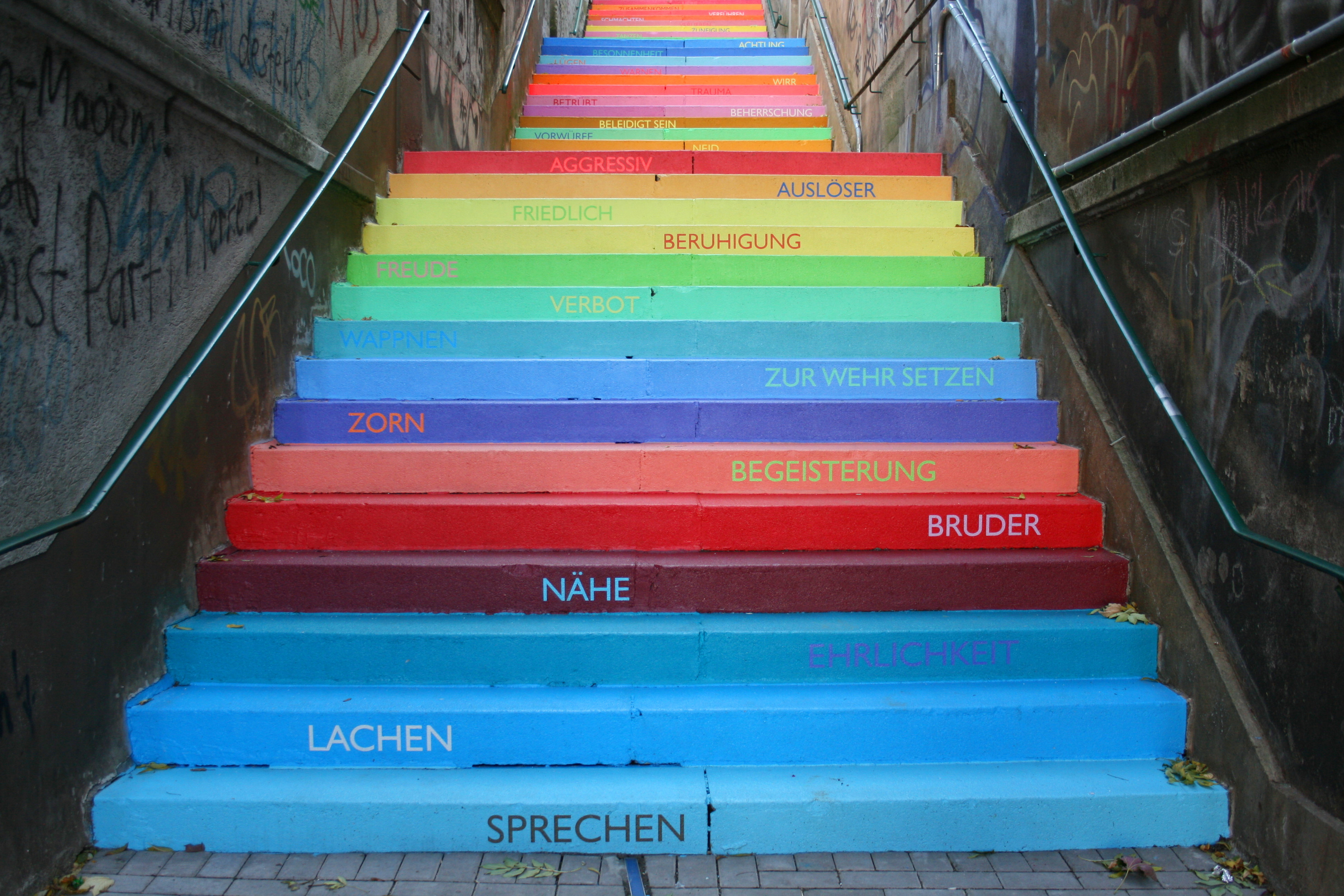
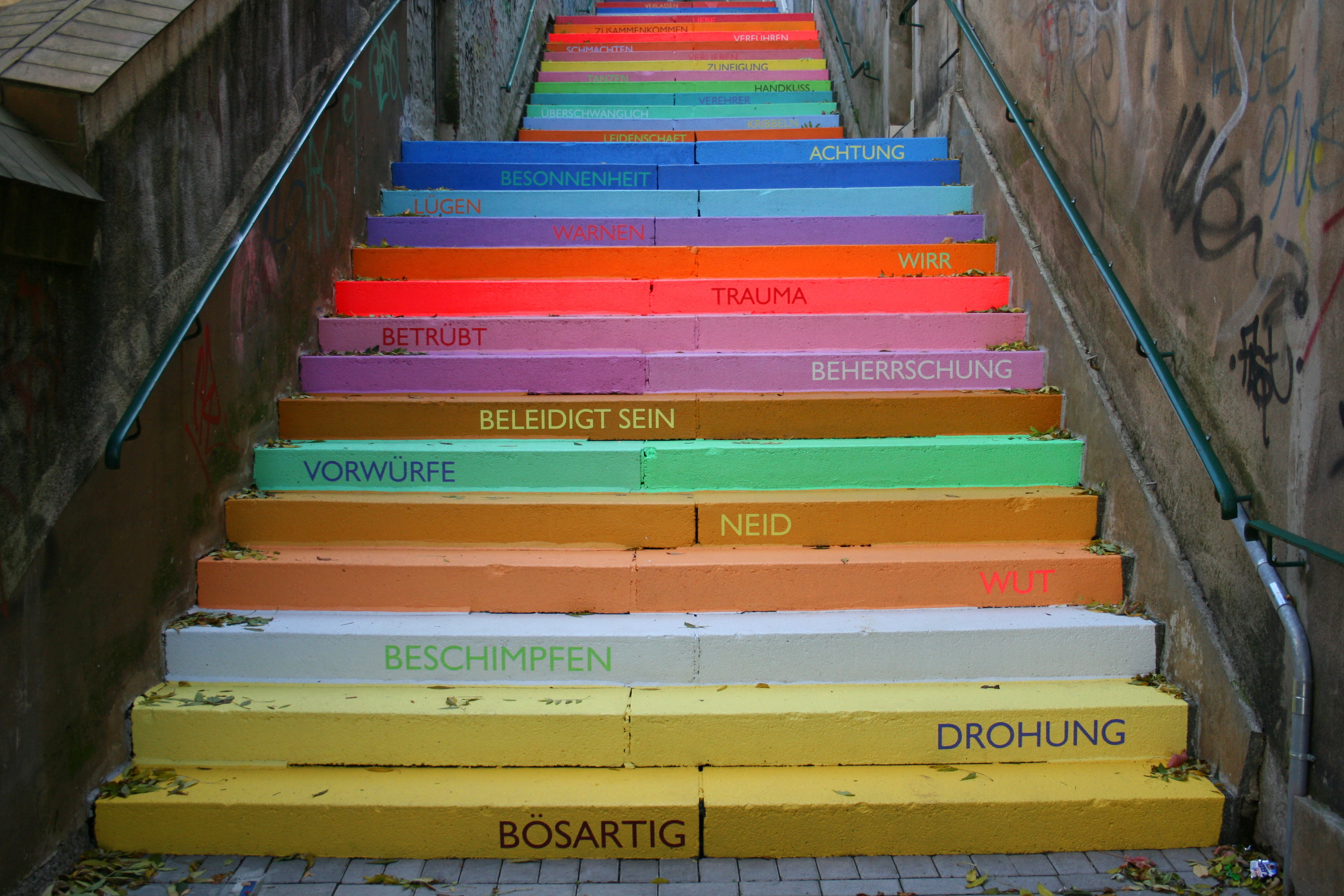
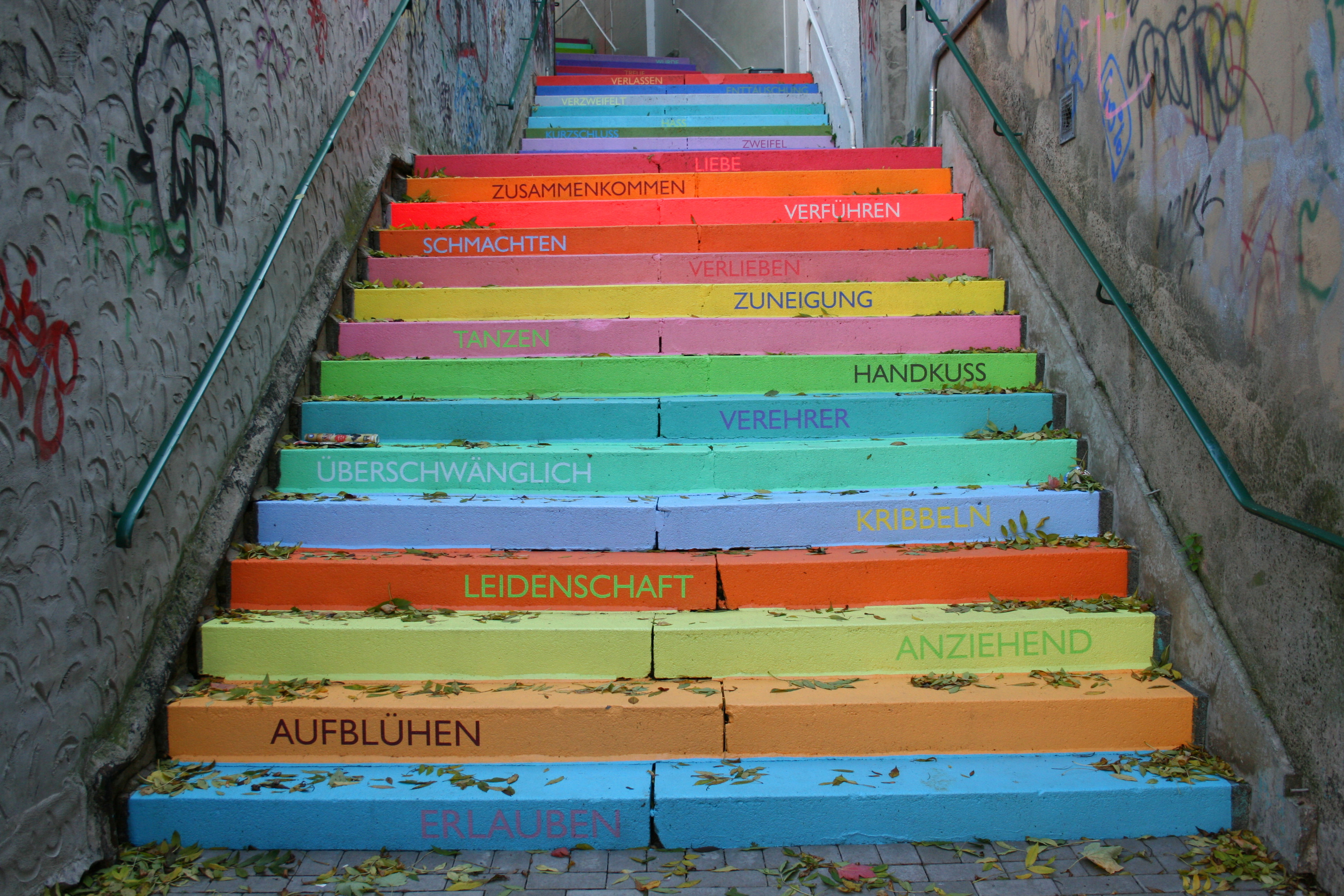
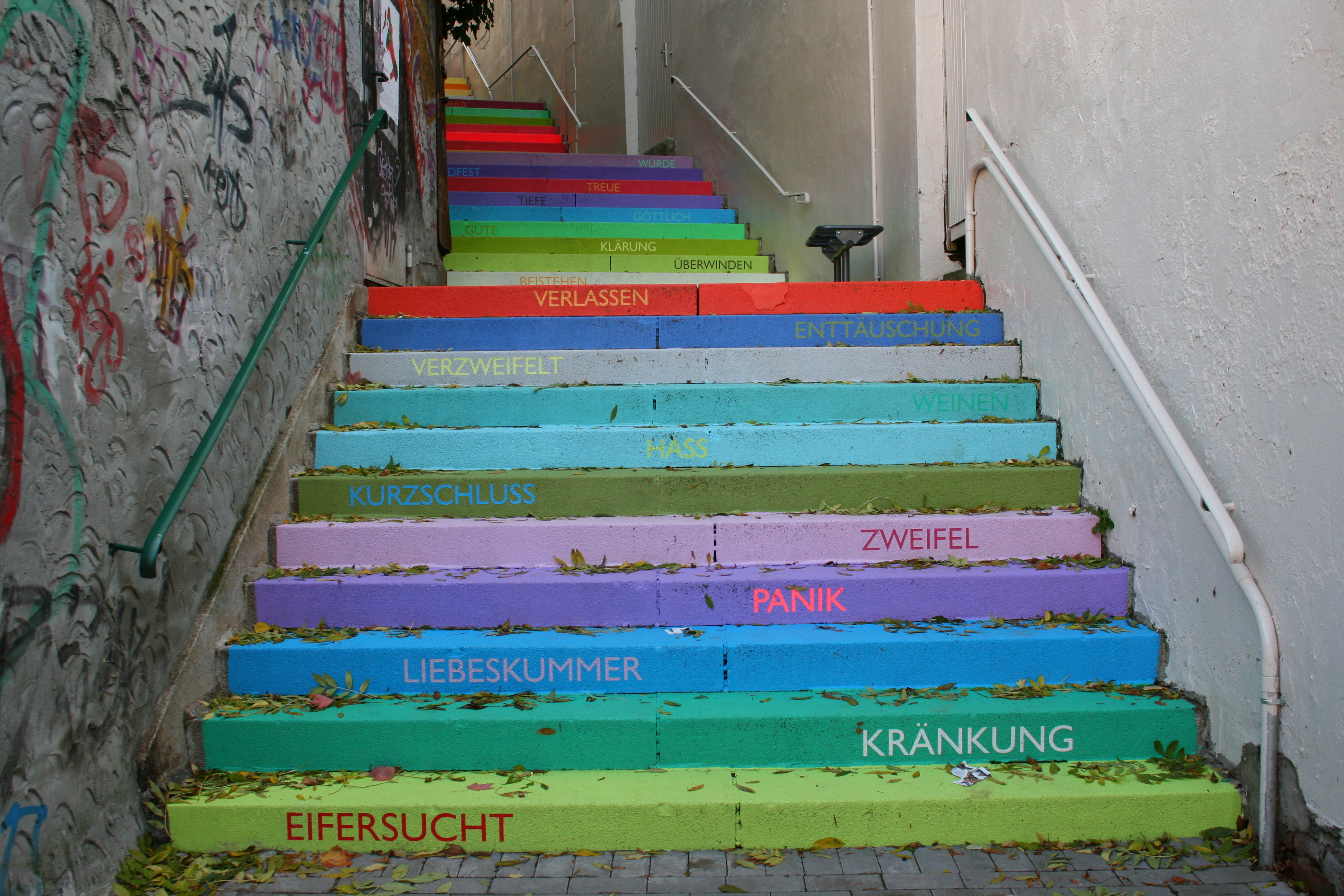
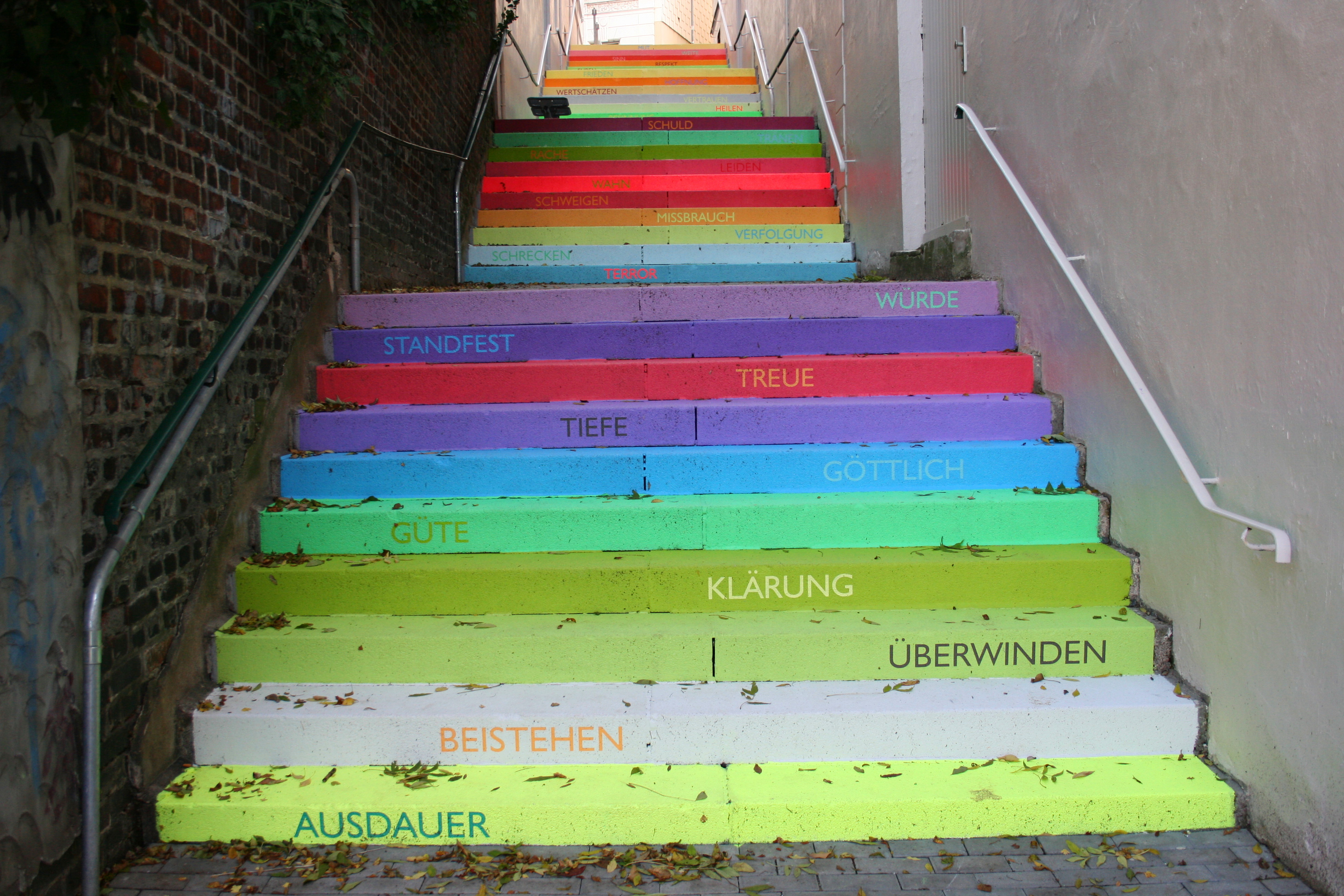
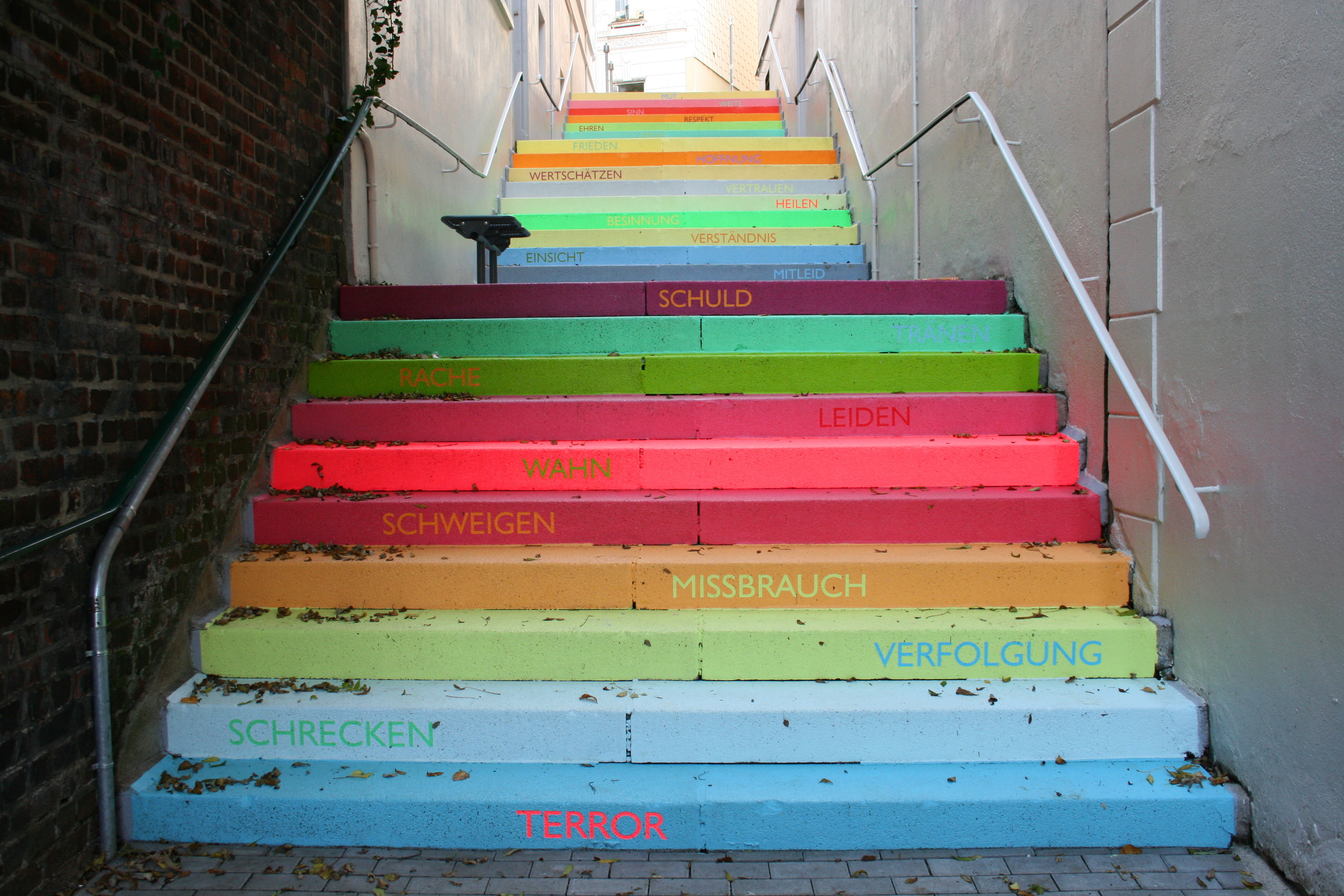
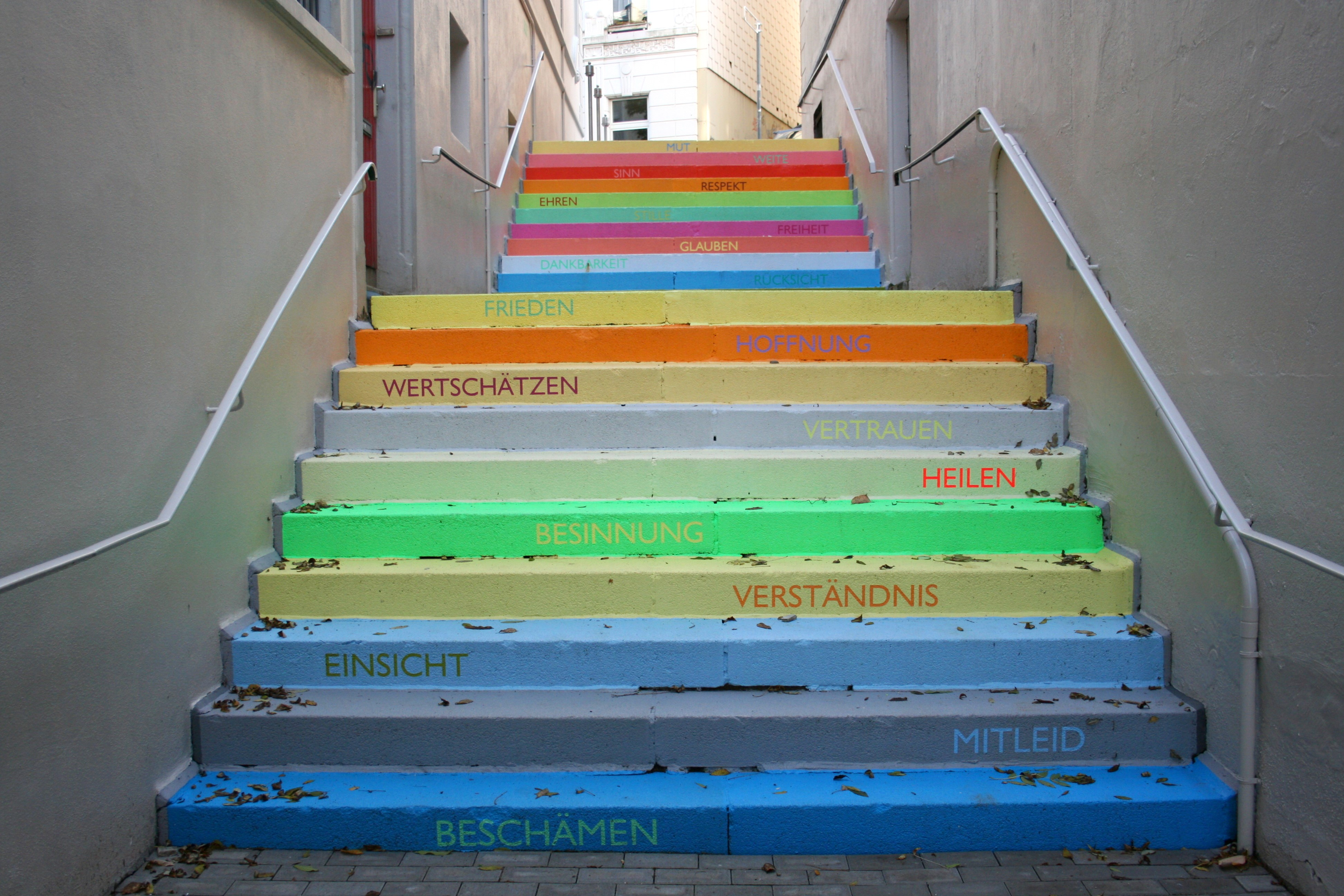
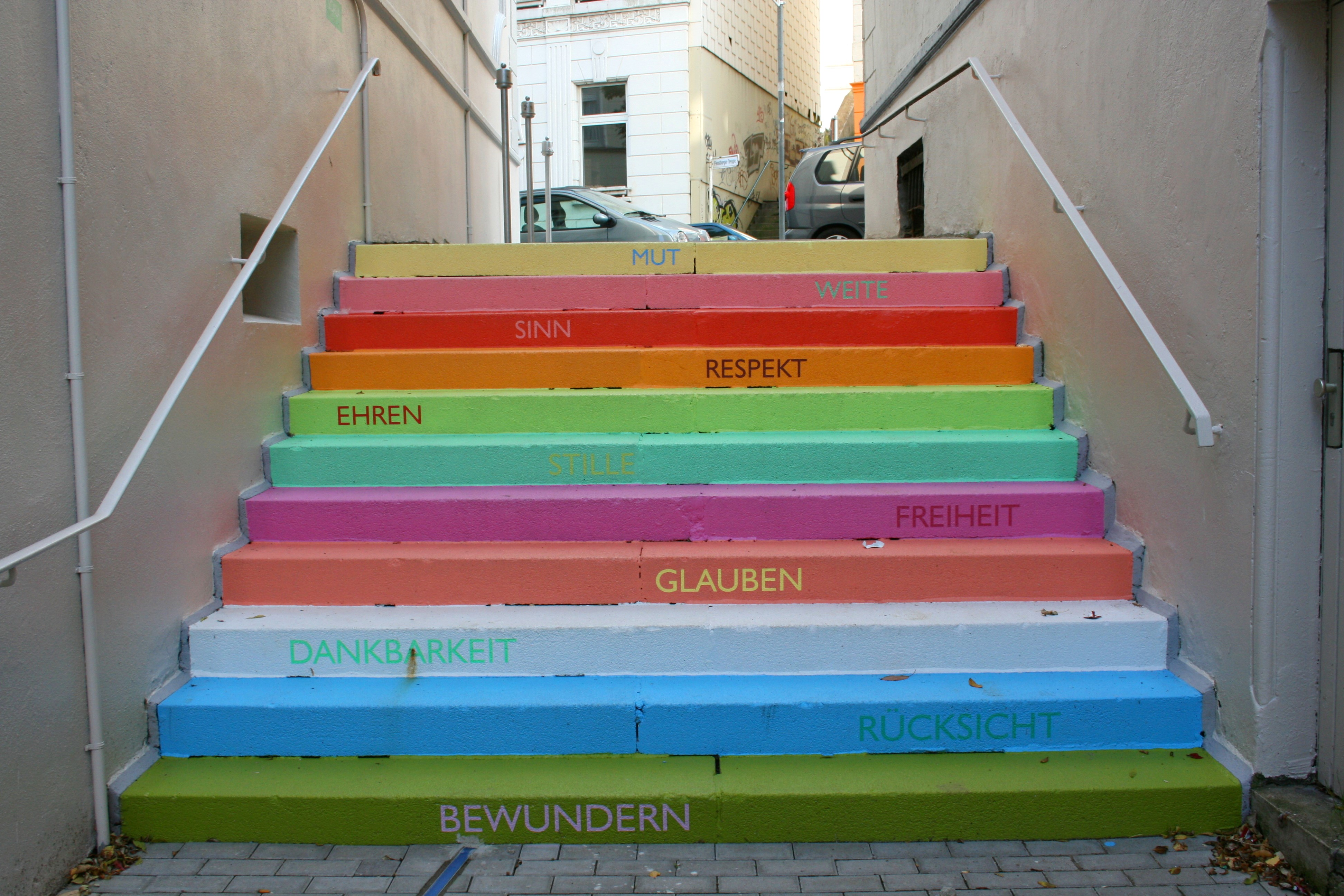